# Stetten (Lörrach)
Stetten (Alemannisch: Stette) ist der südlichste Stadtteil der Stadt Lörrach und war bis 1806 vorderösterreichische Exklave und damit überwiegend katholisch geprägt. Am 1. April 1908 wurde Stetten als erster Stadtteil nach Lörrach eingemeindet. Er hat eine Gemarkungsfläche von 461 Hektar und rund 13.000 Einwohner; damit ist er nach Einwohnern der größte Stadtteil Lörrachs. Im Süden grenzt Stetten an die Schweiz.

## Geographie und Lage
Stetten ist der südlichste Stadtteil Lörrachs und grenzt im Süden unmittelbar an die Schweizer Gemeinde Riehen. Der größte Teil der Stettener Besiedlung liegt in der Talsohle des Wiesentals auf rund 300 Höhenmeter. Nach Osten hin erhebt sich der bewaldete Schädelberg bis auf 420 Meter über dem Meer. Der westliche Hang des Leuselhardts ist ebenfalls besiedelt. Südlich davon erhebt sich der Maienbühl, dessen Gipfel auf der sogenannten Eisernen Hand in der Schweiz liegt. Dieser Teil ist dünner besiedelt und besteht größtenteils aus Wiesen und landwirtschaftlichen Nutzflächen. Seit den 1990er Jahren wird dieser Teil (Stetten-Süd) durch neue Wohnungen und Häuser stark ausgebaut und erhält mit eigenen Geschäften eine eigene Untereinheit. Zwischen Maienbühl und Leuselhardt führt eine der beiden Verbindungsstraßen zur Trabantensiedlung Salzert. Nördlich grenzt die Kernstadt Lörrachs Stetten ab und im Westen der Fluss Wiese. Der an der Wiese liegende Teil Stettens wird als Neumattsiedlung bezeichnet.

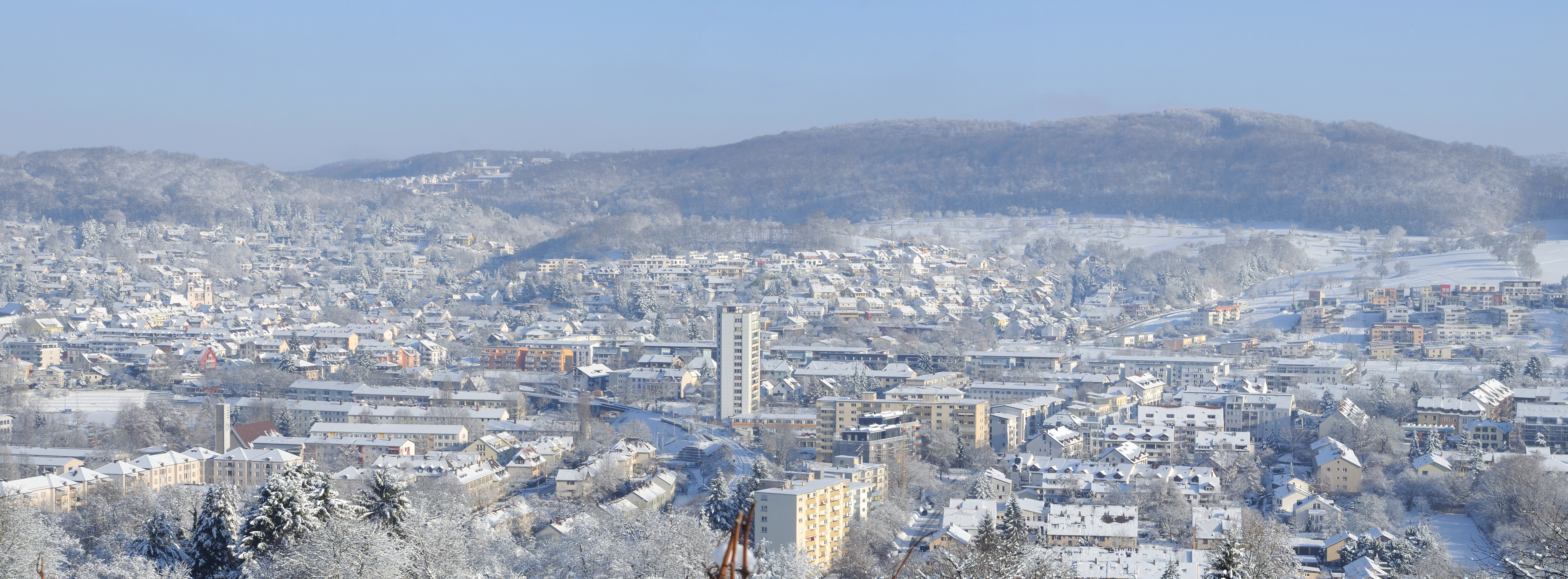
Blick vom Tüllinger Berg: Stetten, links in der Anhöhe der Salzert (Winter 2010)

## Geschichte

### Erste urkundliche Erwähnung
Die erste urkundliche Erwähnung erfuhr das Dorf Stetten in der Egringer Schenkungsurkunde 763, einer Urkunde des Klosters St. Gallen, als Stetiheim. Die tatsächliche Gründung des Dorfes wird etwa 100 Jahre früher angesetzt. Das Fridolinpatrozinium wurde vermutlich im 9. Jahrhundert eingeführt. Seit dem 12. Jahrhundert war das Dorf unter der Gerichtsbarkeit der Herren von Rötteln. Von 1280 bis 1340 sind die Herren von Stein Lehensträger von Stetten und besitzen den Meierhof und die Niedere Gerichtsbarkeit. 1340 übernimmt Rudolf von Schönau aus der Familie der Herren von Schönau, der 1386 in der Schlacht bei Sempach gefallen ist, das Meieramt. Damit erhält 1391 seine Stiefmutter Anna das Meieramt Stetten, das 1402 in den Besitz von Hermann von Wegenstetten und 1407 in den von Cunzmann von Ramstein wechselt.
1409 räumte Markgraf Rudolf III. von Hachberg-Sausenberg der Äbtissin des Damenstift Säckingen, Claranna von der Hohenklingen, das bislang strittige Recht auf die niedere Gerichtsbarkeit im Zwing und Bann Stetten ein und umgekehrt anerkennt die Äbtissin die Hohe Gerichtsbarkeit des Markgrafen.

### Frühe Neuzeit
1440 wurde die Pfarrkirche in Stetten erbaut; der erste namentlich bekannte Pfarrer von Stetten ist Johann Staeheli, der 1482 genannt wird. Im 14. und 15. Jahrhundert wird das Dorf mehrfach an unterschiedliche Lehensherren verpfändet, u. a. mehrfach auch an die Stadt Basel. Von 1559 bis 1569 versucht der Landvogt von Rötteln, Albrecht von Anweil, die Kirche von Stetten mehrfach zu reformieren.

### Neuzeit

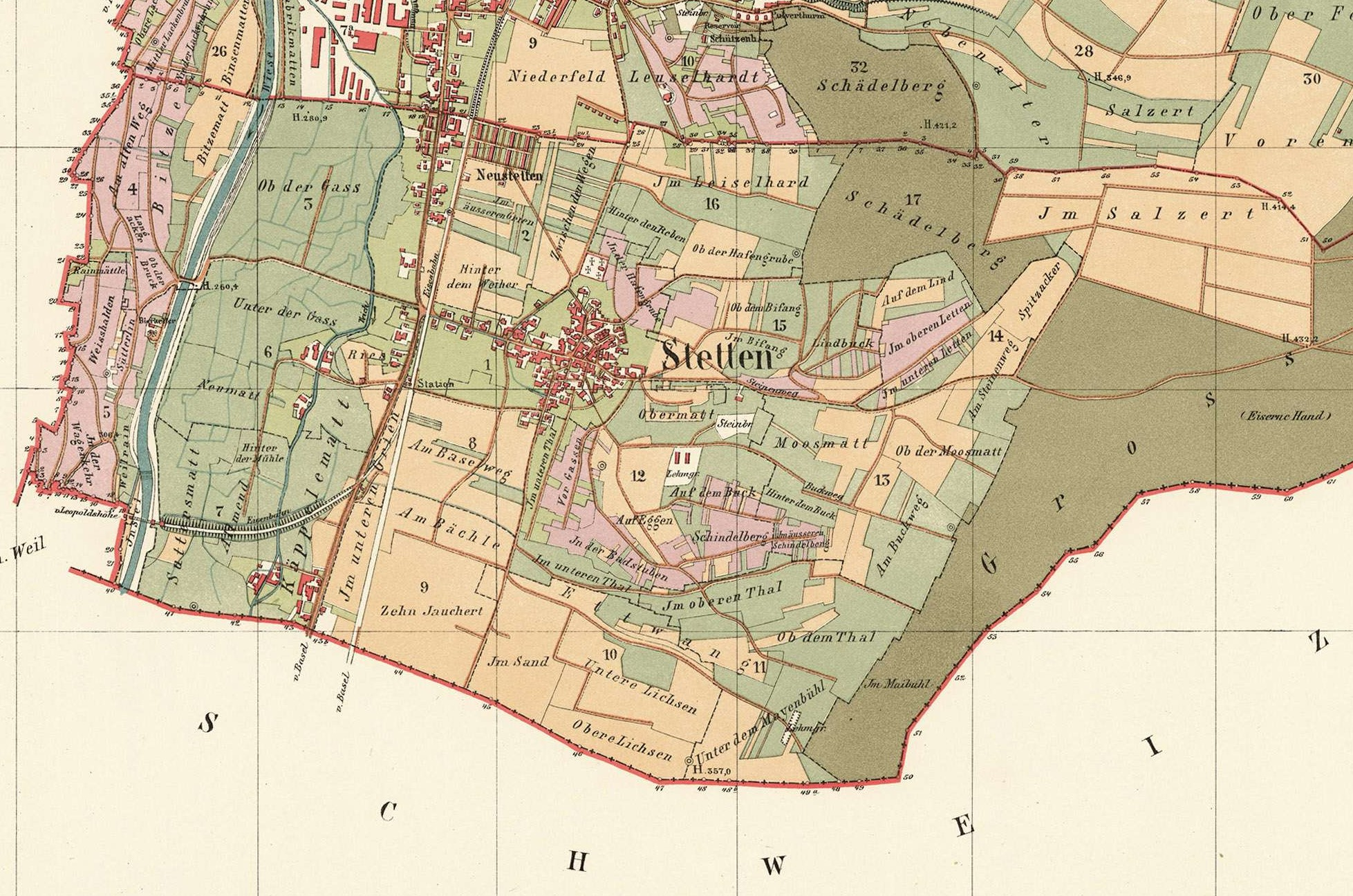
Karte von Stetten (1893)

Mit dem Reichsdeputationshauptschluss wird Stetten 1803 dem Land Baden zuerkannt. Von 1821 bis 1823 wird die Fridolinskirche erbaut, die den zu klein gewordenen Vorgängerbau ersetzt. 1872 wurde das Schulhaus der heutigen Grundschule an der Hauptstraße errichtet. Der Bau der Eisenbahnlinie Bahnstrecke Weil am Rhein–Lörrach zwischen Stetten und der Leopoldshöhe erfolgte 1890.
Im Zuge der Industrialisierung, die in Lörrach vor allem durch die Textilindustrie bestimmt wird (→ Lörrachs Weg in die Industrialisierung) entsteht in den 1880er Jahren im Gemarkungsstück, das von Schiller- und Zeppelinstraße begrenzt wird, die Arbeitersiedlung Neustetten.

### Seit dem 20. Jahrhundert
Letzter Bürgermeister von Stetten war von 1901 bis zum freiwilligen Anschluss 1908 an Lörrach Fridolin Engel. Zuvor war vier Jahre über die Eingliederung der Gemeinde verhandelt worden. Zwei Mal hatte sich Stetten gegen die Eingemeindung gewehrt und wollte nur zulassen, dass Neustetten nach Lörrach integriert wird.
Zu Zeit des beginnenden 20. Jahrhunderts hatte das Gemeindegebiet rund 3900 Einwohner. Die Industrialisierung setzt 1920 mit dem Bau zahlreicher Betriebe ein, darunter die Ziegelei Lange und die Gießerei Trikes. 1927 wird das Schulhaus der Fridolinschule neu gebaut und zwischen 1930 und 1945 weitere Baugebiete zwischen Altstetten und Lörrach erschlossen. Die Wohngebiete Stetten-Süd, Neumatt, Bifang und Hammerstraße werden ab 1950 bebaut. Mit diesen Wohnbaugebieten begann ein starker Anstieg der Bevölkerung Stettens von rund 6500 im Jahr 1950 auf fast 11.500 im Jahr 1975. Bis 1967 verlief die Straßenbahn Lörrach durch Stetten.

## Wappen
Das Wappen von Stetten ist eine Mischung aus dem alten Reichswappen (schwarz, rot, gold) und dem Wappen der Herren von Schönau. Der schwarze Balken trägt zwei goldene Ringe, der goldene Balken trägt einen schwarzen Ring. Der rote Querbalken könnte auch eine Erinnerung an das österreichische Wappen sein.

## Bauwerke

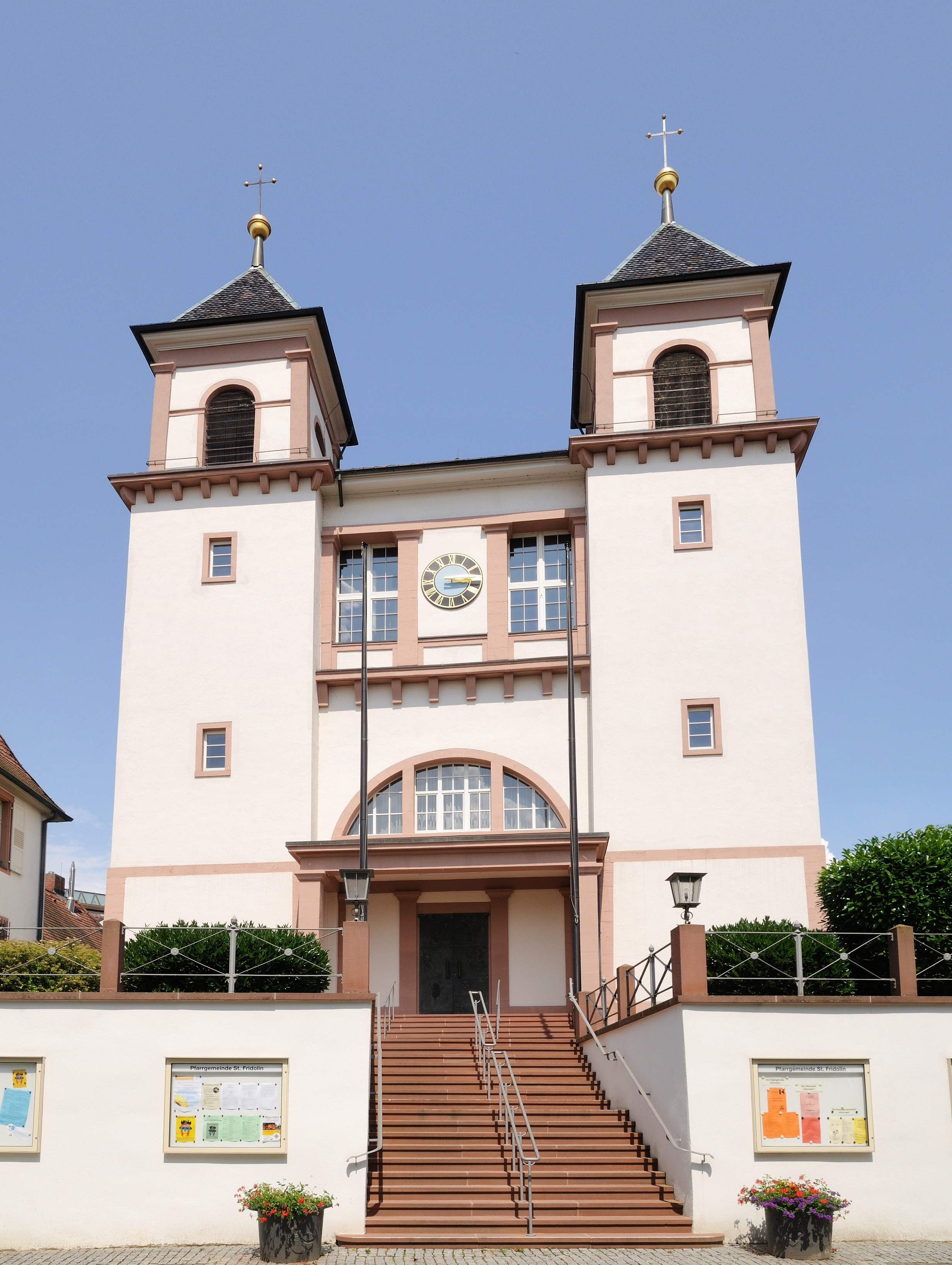
St.-Fridolins-Kirche in Stetten

Die katholische St.-Fridolins-Kirche wurde 1822 vollendet und enthält als sogenannte Biedermeierkirche sowohl barocke wie klassizistische Elemente. Ausführender Architekt war der Weinbrenner-Schüler Christoph Arnold, dem Südbaden zahlreiche Kirchenbauten verdankt. Interessanterweise besitzt seine Rippoldsauer Pfarr- und Wallfahrtskirche eine ausgesprochen ähnliche Vorderseite. Neben jener Rippoldsauer Ausführung stellt die Stettener die einzige reine Doppelturm-Kirche des badischen Weinbrenner-Stiles.
Am Kirchplatz gegenüber der St.-Fridolins-Kirche gelegen befindet sich das Alte Rathaus von Stetten. Das Bauwerk aus dem Jahr 1825 war ursprünglich eine Zehntscheune und von 1843 bis 1908, dem Jahr der Eingemeindung Stettens nach Lörrach, das Rathaus der damals eigenständigen Gemeinde. Im Jahr 2003 wurde das denkmalgeschützte Gebäude saniert und wird heute gewerblich genutzt. Vor dem Haus findet in der Rathausgasse jeden Mittwochvormittag ein Markt statt.
Östlich des Dorfkerns von Stetten Richtung Salzert befindet sich die Jugendherberge von Lörrach. Die Herberge besteht aus zwei Gebäuden mit oktogonalem Grundriss und silberfarbenem Zeltdach. Die Eröffnung fand am 26. April 1982 durch den damaligen Bundespräsidenten Karl Carstens statt.

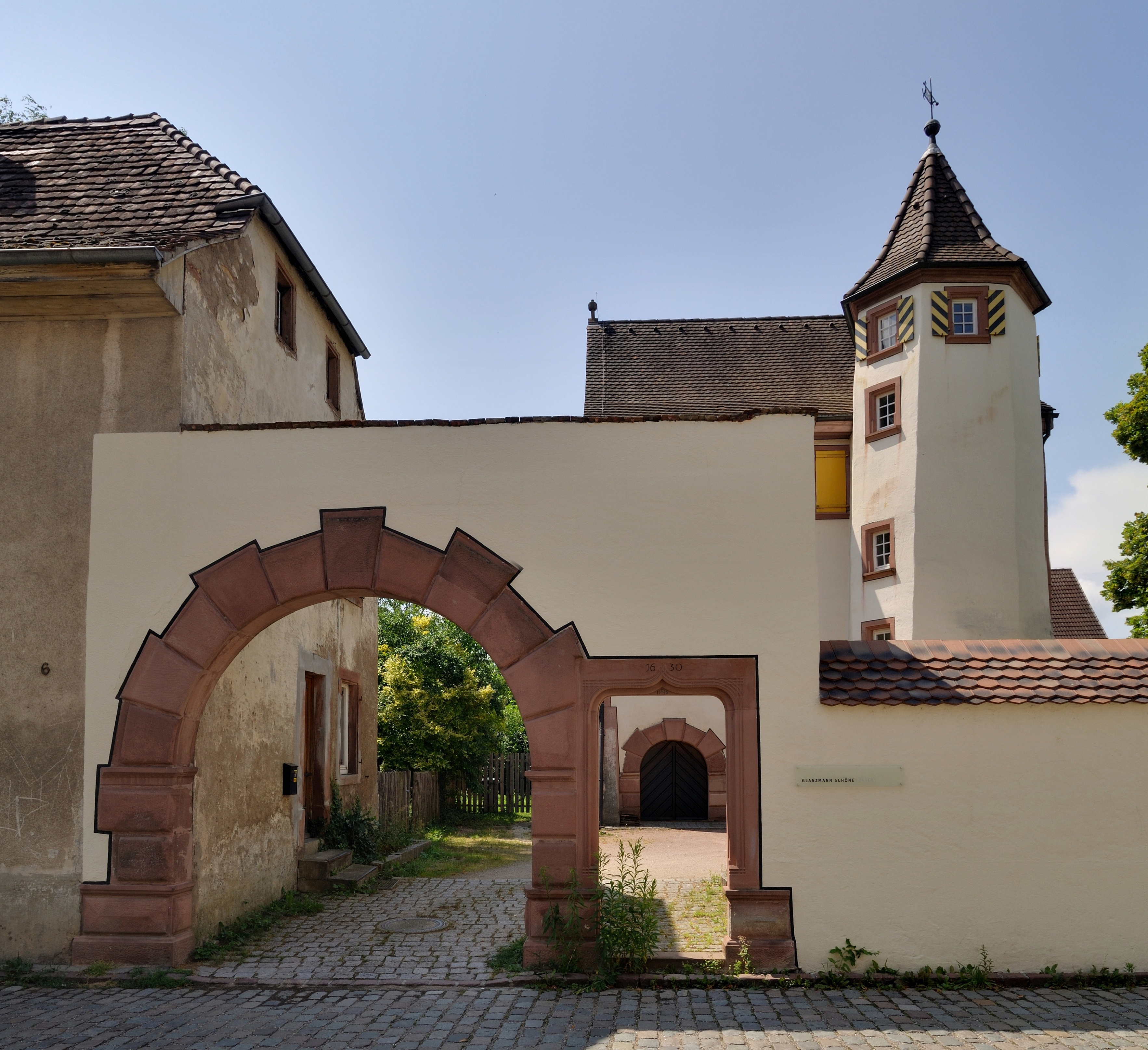
Stettener Schlösschen

Das spätgotische Stettener Schlösschen (alemannisch: Stettemer Schlössli) aus dem Jahr 1666 diente einst als Verwaltungssitz dem Säckinger Damenstift. Das ehemalige Herrenhaus mit einem außen liegenden Treppenturm ist der einzig größere Profanbau aus dem 17. Jahrhundert in Stetten.

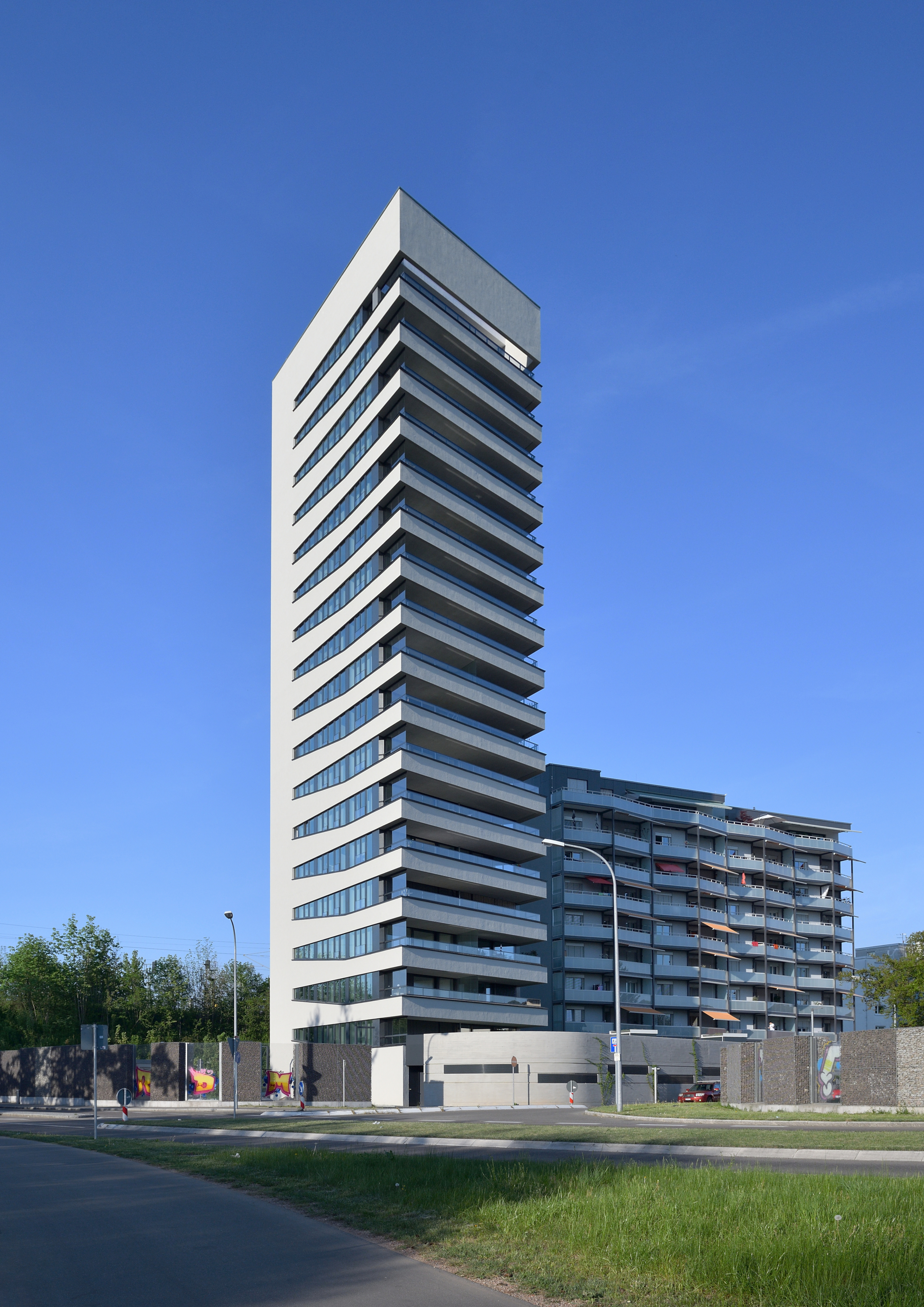
Wohnhochhaus Weitblick

Im Süden Stettens befindet sich mit 17 Stockwerken und 49,60 Meter, das zum Errichtungszeitpunkt das zweithöchste Gebäude des Landkreises war. Das helle Hochhaus Hotel Bijou diente früher teilweise als Restaurant. Inzwischen dient es hauptsächlich als Mietshaus. Die unteren Stockwerke werden nach wie vor als Ferienapartments genutzt. Außerdem beherbergt das Gebäude eine Bar und ein Restaurant.
Im Südwesten Stettens in der Gemarkung Neumatt steht die 1965/66 nach den Plänen des Architekten Wilhelm Frank erbaute Filialkirche Heilige Familie, die zur Pfarrei St. Fridolin angehört. Der Kirchturm steht separiert (Campanile) vom Kirchenschiff, welches die Form eines Zeltes hat.
In den 2010er Jahren kam es zu umfangreichen Umgestaltungen des Neumattquartiers. Neben der Renovierung von vorhandener Wohnsubstanz wurden auch zahlreiche komplett neuer Wohnraum geschaffen. Auffälligstes Bauwerk ist das 57 Meter und 19 Stockwerk hohe Wohnhochhaus Weitblick, welches unmittelbar an der Deutsch-Schweizer-Grenze steht. Es ist das höchste reine Wohnhochhaus Lörrachs und das dritthöchste Hochhaus der Stadt. Unweit des Wohnhochhauses ist die nördliche Zufahrt der Zollfreien Straße.
Unweit des Wohnhochhauses überführt die Wiesebrücke, die als kombinierte Stahl- und Steinbogenbrücke ausgeführt ist, die Eisenbahn von Lörrach nach Weil am Rhein. Die Brücke ist auch gleichzeitig die südlichste Wiesenbrücken im Gemarkungsgebiet Lörrachs. Rund 400 Meter nördlich der Eisenbahnbrücke überführt eine kleine Straßenbrücke (Stettener Steg), die in erster Linie für Anliegerverkehr und den Radverkehr gedacht ist, die Wiese.
In den Jahren 2014 bis 2015 wurde die Johanneskirche in Stetten-Süd neu errichtet. Der geklinkerte Gebäudekomplex kombiniert Kirche und Gemeindehaus.

## Infrastruktur

### Verkehr

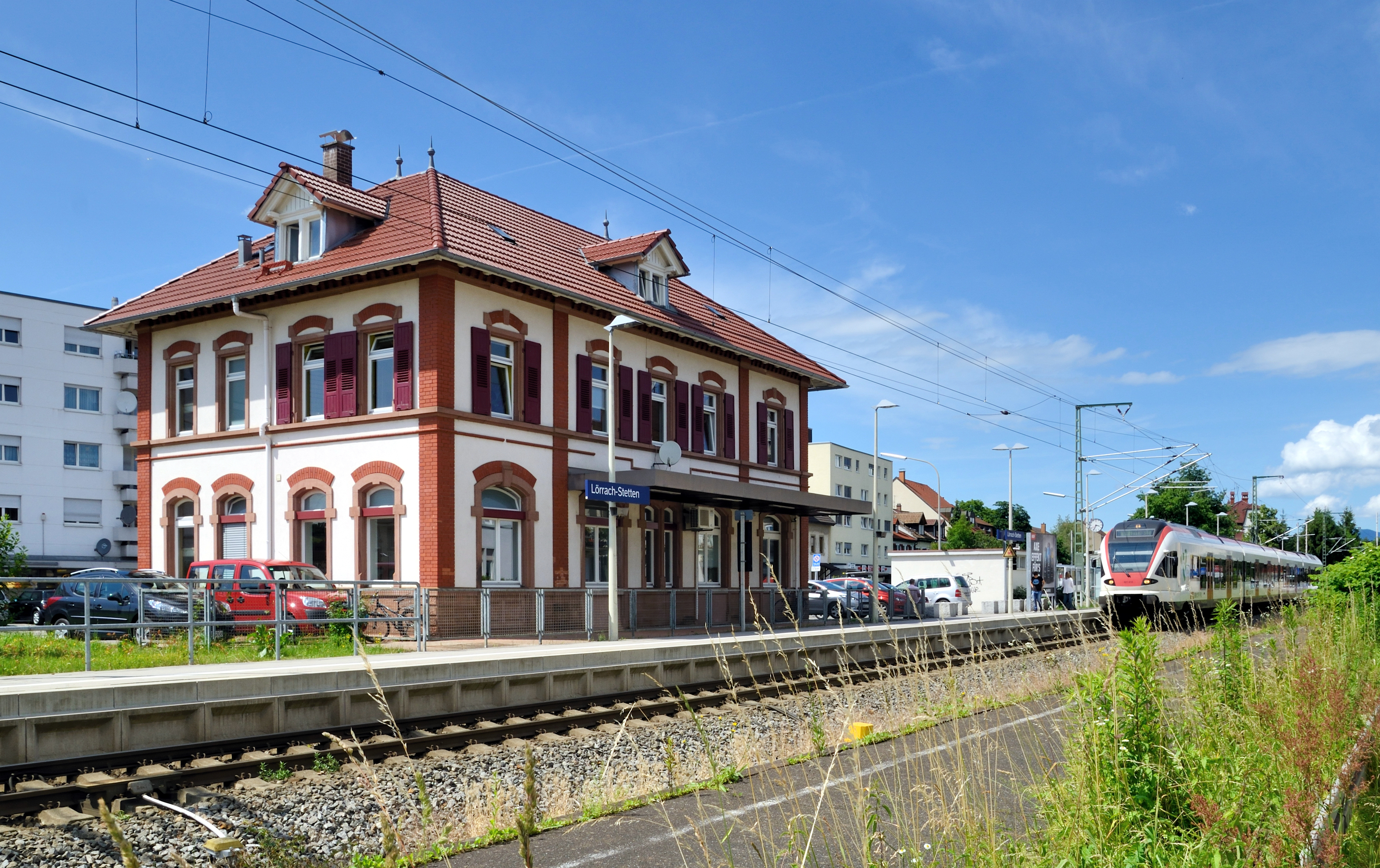
Haltepunkt Lörrach-Stetten

Durch Stetten verläuft parallel zum Fluss Wiese ein Teilstück der Bundesstraße 317 als Basler Straße, die seit Oktober 2013 um die zollfreie Straße auf schweizerischem Gebiet erweitert wurde und nach Weil am Rhein führt. Eine weitere wichtige Verkehrsachse durch Stetten stellt die Basler Straße dar, welche von der Innenstadt bis zur Schweizer Grenze führt und fast parallel zur Bundesstraße verläuft. Die Hauptstraße durch den alten Teil Stettens ist als verkehrsberuhigte Tempo-30-Zone ausgestaltet und verbindet die Basler Straße mit dem Salzert.
Der Stadtteil ist mit zwei Haltestellen (Lörrach Dammstraße und Lörrach-Stetten) über die S-Bahnlinie 5 und 6 der S-Bahn Basel mit Basel, Weil am Rhein und Schopfheim verbunden. Der heutige Haltepunkte Lörrach-Stetten war früher der einzige Bahnhof der Wiesentalbahn in Stetten. Die Buslinien 6, 7, 9 und 16 des Regio Verkehrsverbunds Lörrach verbinden Stetten mit den anderen Stadt- und Ortsteilen Lörrachs sowie mit Weil am Rhein und Riehen. Von 1919 bis 1967 war Stetten zudem durch die Straßenbahn Lörrach erschlossen.
Der Wiesentalradweg verläuft ebenfalls parallel zur Wiese und bildet die wichtigste Nord-Süd-Achse, die Stetten mit dem nördlichen Teil Lörrachs und des Wiesentals verbindet.

### Feuerwehr

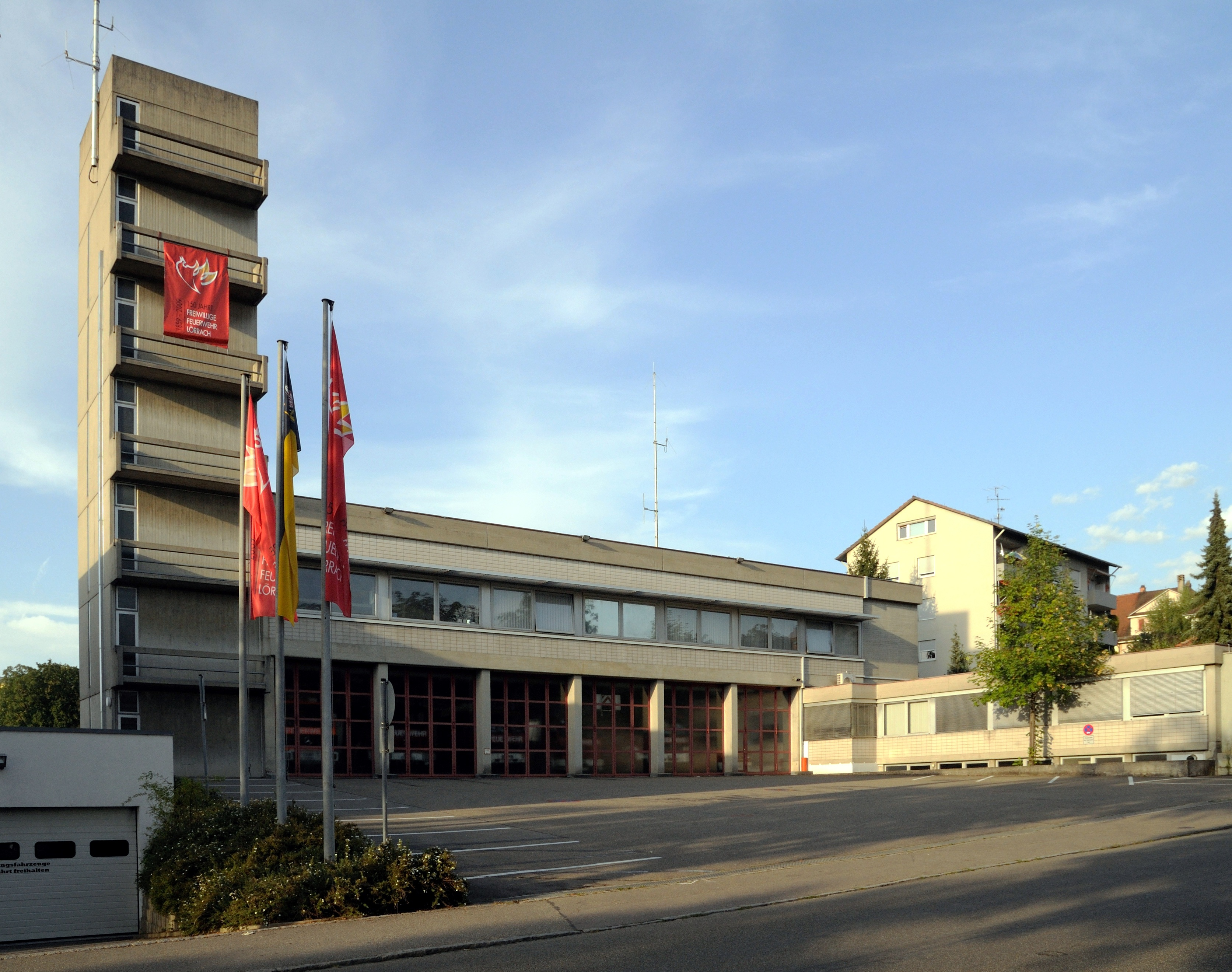
Feuerwehrhaus

Im Westen Stettens in der Weiler Straße befindet sich das Feuerwehrhaus der Freiwilligen Feuerwehr, Abteilung Lörrach. Sie ist gleichzeitig die Hauptwache der Lörracher Feuerwehr.
Die Feuerwehr in Stetten verfügt über 115 aktive Feuerwehrleute, 27 Jugendfeuerwehrleute und 93 Angehörige der Altersmannschaft. Sie wurde 1859 gegründet und 1974 in die Feuerwehr Lörrach eingegliedert. In Stetten sind u. a. zwei Löschfahrzeuge, zwei Tanklöschfahrzeuge und ein Hubrettungsfahrzeug stationiert. Damit sind in Stetten die meisten Spezialfahrzeuge der Lörracher Feuerwehr stationiert.

### Bildung, Einrichtungen und Vereine
In Stetten befinden sich zwei Grundschulen (Fridolin- und Neumattschule), eine Hauptschule (Neumattschule), die Freie Evangelische Schule (mit Grundschule, Hauptschule, Realschule, Gymnasium, technischem Gymnasium und sozialwissenschaftlich-sozialpädagogischem Gymnasium) sowie eine Freie Waldorfschule. Außerdem gibt es in Lörrach-Stetten verschiedene Kindergärten (St. Anna, St. Fridolin und das Wichernhaus). Überdies gibt es eine Kindertagesstätte (Guter Hirte e. V.).
Bis 1998 befand sich in der Basler Straße in Stetten das Kreiswehrersatzamt. (→ Liste ehemaliger Bundeswehr-Liegenschaften)
In Stetten ist der Sportverein TuS Lörrach-Stetten beheimatet. Neben Ottmar Hitzfeld spielte auch Sebastian Deisler für die Fußballmannschaft des TuS Lörrach-Stetten.

### Grenzübergänge
Das Hauptzollamt Lörrach unterhält in Stetten einen Grenzübergang und eine Abfertigungsstelle (Wiesenuferweg) zur Schweizer Gemeinde Riehen. Während der Grenzübergang Stetten-Riehen auch mit motorisiertem Verkehr möglich ist, ist der Grenzübergang am Wiesenuferweg eine Grüne Grenze für Radfahrer und Fußgänger.

## Persönlichkeiten

Hermann Daur

### Söhne und Töchter
- Hermann Daur (1870–1925), deutscher Grafiker und Maler
- Julius Wilhelm (1873–1961), deutscher Denkmalpfleger
- Egon Hugenschmidt (1925–2010), Oberbürgermeister Lörrachs von 1960 bis 1984

### Sonstige Persönlichkeiten
Der aus dem Vorarlberg stammende Künstler und Stuckateur Jodok Friedrich Wilhelm ließ sich in den 1820er Jahren in Stetten nieder und starb hier 1843.
Der deutsche Fußballtrainer Ottmar Hitzfeld (* 1949) ist in Stetten aufgewachsen und hat von 1960 bis 1967 beim TuS Lörrach-Stetten seine Sportkarriere begonnen. Nach seinem Engagement als Trainer des FC Bayern München wurde er 2008 Trainer der Schweizer Fussballnationalmannschaft. Im Zuge dieser Veränderung zog er wieder nach Stetten.
Stetten ist Wohnort von Peter Moser und Claudia Moser, den Herausgebern der Zeitschrift Information Philosophie. Auch die Radsportlerin Clara Koppenburg wohnt in Stetten.